# Ar Raţāwī
Ar Raţāwī är ett oljefält i Irak.   Det ligger i provinsen Basra, i den sydöstra delen av landet, 400 km sydost om huvudstaden Bagdad. Ar Raţāwī ligger 33 meter över havet.
Terrängen runt Ar Raţāwī är mycket platt. Runt Ar Raţāwī är det ganska tätbefolkat, med 129 invånare per kvadratkilometer. Det finns inga samhällen i närheten. Trakten runt Ar Raţāwī är ofruktbar med lite eller ingen växtlighet.